# Stosunki meksykańsko-salwadorskie

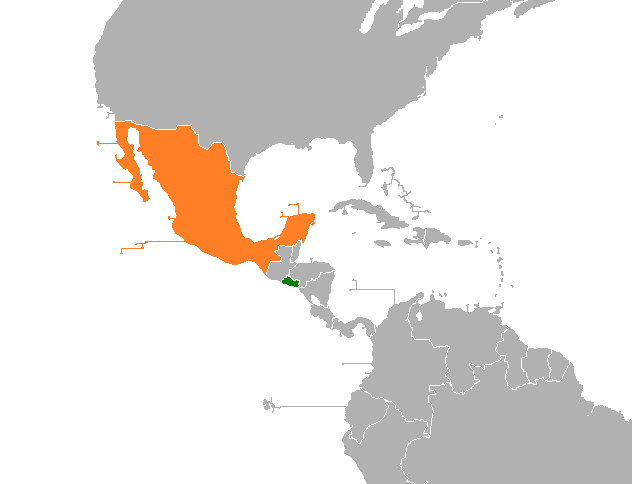
Lokalizacja Meksyku (pomarańczowy) i Salwadoru (zielony)

Stosunki meksykańsko-salwadorskie – stosunki dyplomatyczne łączące Meksyk i Salwador.

## Historia
Przed przybyciem Europejczyków do Ameryki, Salwador oraz południowy i środkowy Meksyk były zamieszkane przez ludność posługującą się językami uto-azteckimi, a zarówno południowy Meksyk, jak i Salwador należały do cywilizacji Majów. Podczas kolonizacji hiszpańskiej oba narody były częścią Wicekrólestwa Nowej Hiszpanii. W 1821 roku Meksyk uzyskał niepodległość od Hiszpanii, a większość krajów Ameryki Środkowej, w tym Salwador, była częścią Pierwszego Cesarstwa Meksyku pod rządami Agustína de Iturbide, koronowanego jako cesarz Augustyn I. W 1823 roku cesarstwo meksykańskie upadło, a Salwador wraz z Gwatemalą, Hondurasem, Nikaraguą i Kostaryką stał się częścią federacji znanej jako Zjednoczone Prowincje Ameryki Środkowej. W 1838 roku unia została rozwiązana, a Salwador stał się niezależnym państwem. W tym samym roku Salwador i Meksyk nawiązały stosunki dyplomatyczne.
W 1916 roku rząd Venustiano Carranzy podarował Salwadorowi stację radiową. W ramach wzajemności prezydent Salwadoru Carlos Meléndez wysłał pięć tysięcy karabinów i małą grupę mężczyzn, zgodnie z prośbą rządu Meksyku, aby dołączyli do sił konstytucyjnych i walczyli z siłami Victoriano Huerty w czasie rewolucji meksykańskiej. W 1917 roku rząd Meksyku podarował dwupłatowiec Politechnice w Salwadorze, a rząd Salwadoru przekazał Meksykowi ziemię pod budowę meksykańskiej poselstwa w stolicy San Salvador. W tym samym roku oba państwa otworzyły misje dyplomatyczne w stolicach, a w 1943 roku ich misje dyplomatyczne zostały podniesione do rangi ambasad.
Od 1979 do 1992 roku Salwador był pogrążony w krwawej wojnie domowej. Podczas wojny kilka tysięcy obywateli Salwadoru uciekło z kraju do Meksyku, spośród których część pozostała w kraju, podczas gdy inni kontynuowali podróż do Stanów Zjednoczonych. W 1992 roku rząd Salwadoru i rebeliancki Front Wyzwolenia Narodowego im. Farabunda Martíego (FMLN) podpisały porozumienie pokojowe w mieście Meksyk, znane jako porozumienie z Chapultepec, kończąc w ten sposób wojnę domową.
W kolejnych dekadach oba kraje współpracowały w walce z handlem narkotykami i przemocą gangów, w tym Mara Salvatrucha (znanego również jako MS-13), który odpowiadał za największą liczbę ofiar przemocy w Salwadorze. W 2018 roku kilkaset do kilku tysięcy Salwadorczyków stanowiło część karawan migrantów z Ameryki Środkowej i przemierzyło cały Meksyk, aby dotrzeć do północnego miasta Tijuana, a następnie złożyć wniosek o azyl w Stanach Zjednoczonych. W styczniu 2019 roku ponad 700 Salwadorczyków uzyskało azyl w Meksyku. Wielu Salwadorczyków zdecydowało się pozostać w Meksyku, zamiast stawić czoła niepewności związanej z próbą ubiegania się o azyl w USA, a także nie chcąc zostać odrzuconym i deportowanym z powrotem do Salwadoru. W 2022 roku liczba Salwadorczyków ubiegających się o azyl w Meksyku wzrosła do ponad 5500. 27 marca 2023 roku w pożarze w ośrodku dla migrantów w mieście Ciudad Juárez, położonym na granicy amerykańsko-meksykańskiej, zginęło 7 Salwadorczyków, a 5 zostało rannych.
W czerwcu 2019 roku nowo wybrany prezydent Salwadoru Nayib Bukele udał się do graniczącego z Gwatemalą meksykańskiego stanu Chiapas i spotkał się z prezydentem Meksyku Andrésem Manuelem Lópezem Obradorem. Przywódcy obu krajów omówili inicjatywy mające na celu zmniejszenie napływu migrantów z Salwadoru do Meksyku w drodze do Stanów Zjednoczonych oraz zaangażowanie Meksyku w rozwój krajów Ameryki Środkowej. W maju 2022 roku prezydent Meksyku Andrés Manuel López Obrador złożył oficjalną wizytę w Salwadorze.
5 kwietnia 2024 roku ekwadorska policja wkroczyła do ambasady Meksyku w Quito i aresztowała byłego wiceprezydenta Jorge Glasa, który schronił się tam w grudniu 2023 roku, aby uniknąć kary za ciążące na nim zarzuty korupcyjne. Po szturmie Meksyk zerwał stosunki dyplomatyczne z Ekwadorem. 10 kwietnia atak został potępiony przez Organizację Państw Amerykańskich we wspólnej rezolucji państw członkowskich. Dokument został przyjęty 29 głosami za, jednym głosem przeciw (Ekwador), dwoma nieobecnymi krajami (Wenezuela i Meksyk) i jednym wstrzymującym się (Salwador). Ponadto władze Salwadoru nie komentowały sprawy, w odróżnieniu od rządów innych państw regionu.

## Wizyty prezydentów

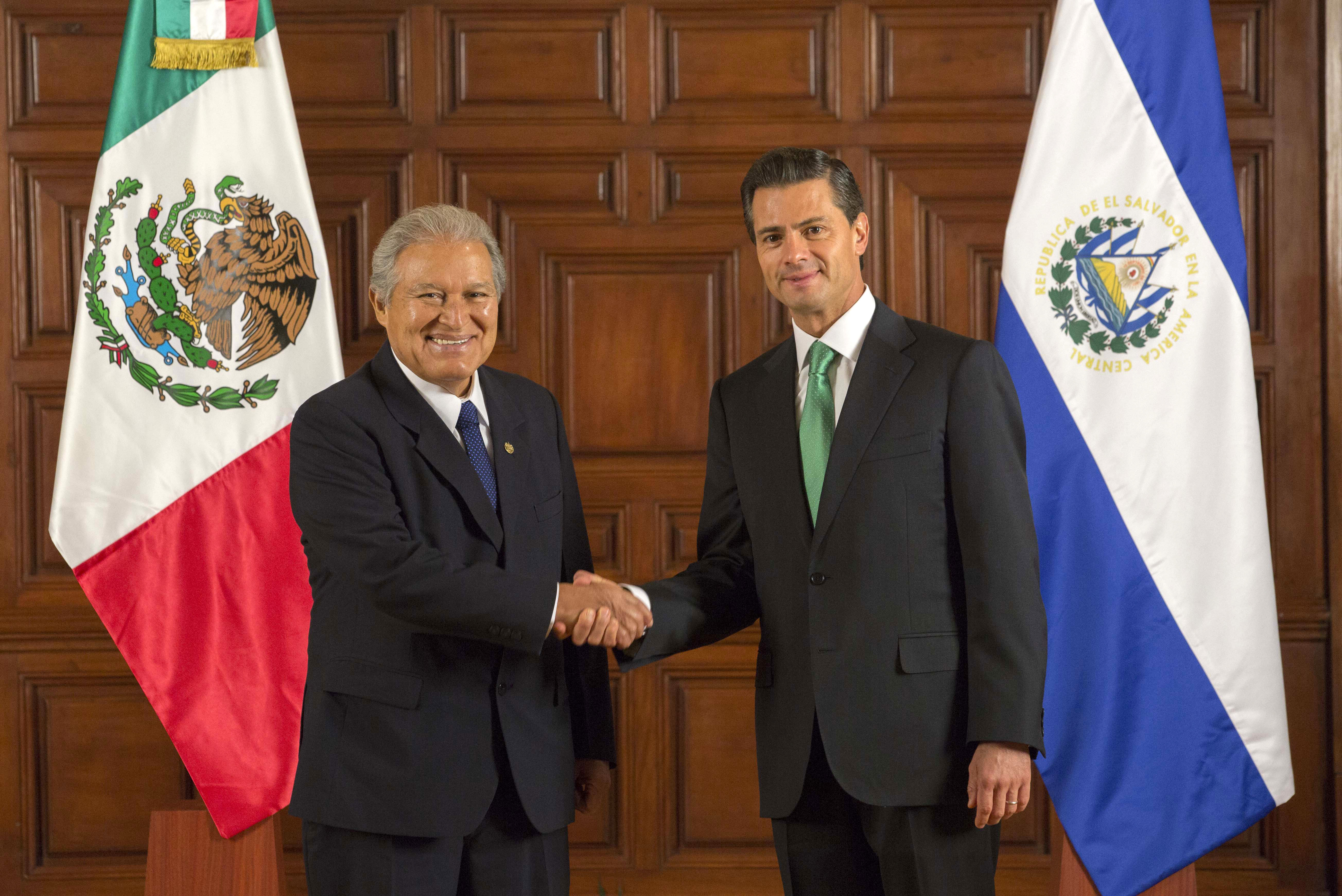
Prezydent Salwadoru Salvador Sánchez Cerén i prezydent Meksyku Enrique Peña Nieto, miasto Meksyk, 2014

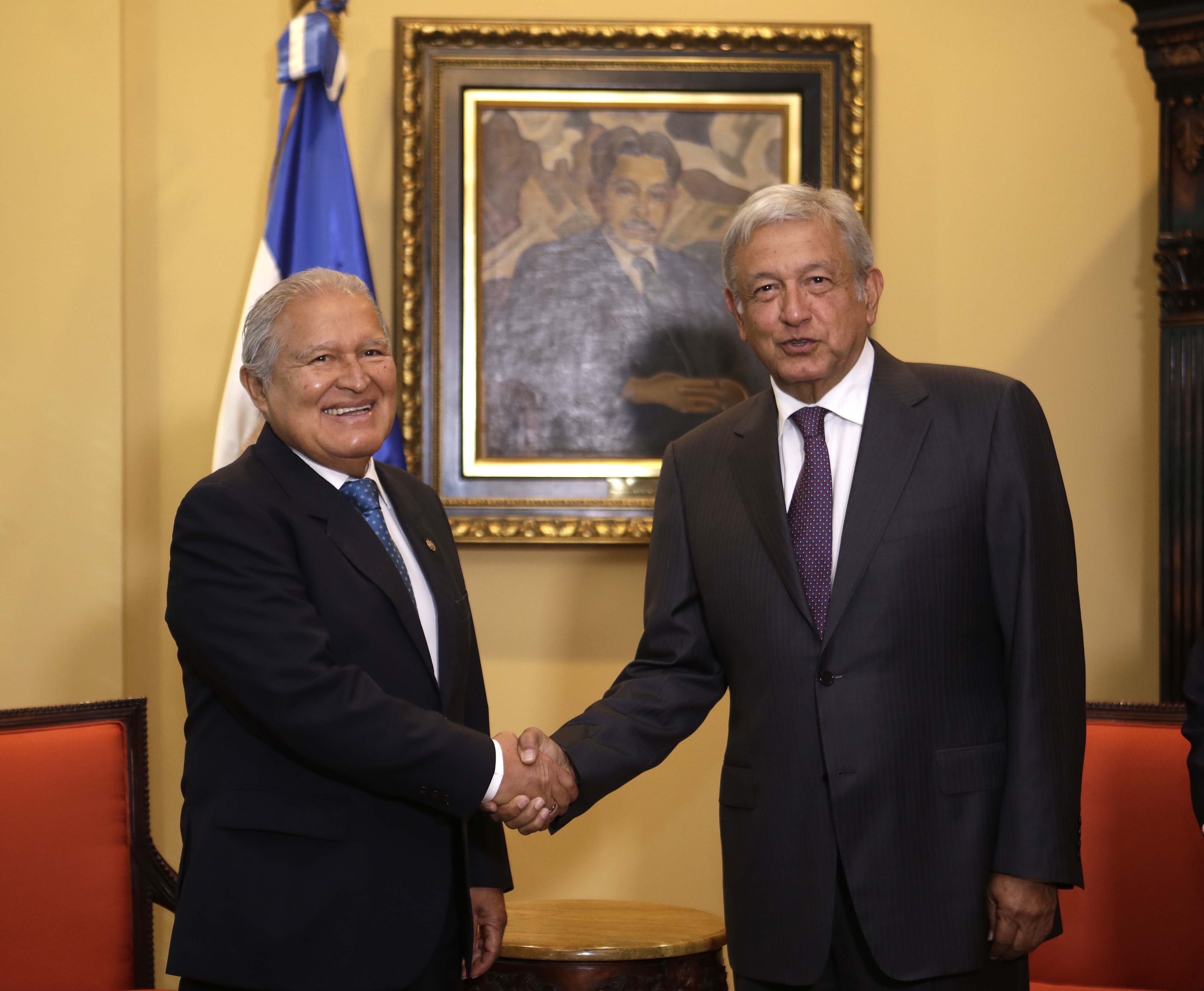
Prezydent Salwadoru Salvador Sánchez Cerén i ówczesny kandydat na prezydenta Meksyku Andrés Manuel López Obrador, San Salvador, 2017

Wizyty prezydentów Salwadoru w Meksyku:
- Prezydent Fidel Sánchez Hernández (1968)
- Prezydent Arturo Armando Molina (1973)
- Prezydent José Napoleón Duarte (1988)
- Prezydent Alfredo Cristiani (1990, 1991, 1992)
- Prezydent Armando Calderón Sol (1997)
- Prezydent Francisco Flores Pérez (2002)
- Prezydent Antonio Saca (2005, 2008)
- Prezydent Mauricio Funes (2010, 2011)
- Prezydent Salvador Sánchez Cerén (październik i grudzień 2014)
- Prezydent Nayib Bukele (2019)

Wizyty prezydentów Meksyku w Salwadorze:
- Prezydent Gustavo Díaz Ordaz (1966)
- Prezydent Carlos Salinas de Gortari (1993)
- Prezydent Ernesto Zedillo Ponce de León (1998)
- Prezydent Vicente Fox (2001, 2004)
- Prezydent Felipe Calderón (2007, marzec i październik 2008, 2009)
- Prezydent Andrés Manuel López Obrador (2022)

## Umowy bilateralne
Oba państwa podpisały szereg umów dwustronnych, takich jak: Umowa o regularnej i stałej wymianie dzieł naukowych, literackich lub artystycznych (1895); Umowa o ochronie i restytucji zabytków archeologicznych, artystycznych i historycznych (1990); Umowa o współpracy turystycznej (1990); Umowa o współpracy w zwalczaniu handlu narkotykami i uzależnienia od narkotyków (1993); Traktat o wykonywaniu wyroków karnych (1993); Traktat o odzyskiwaniu i zwrocie skradzionych pojazdów i statków powietrznych (1995); Umowa o współpracy naukowo-technicznej (1995); Umowa o ekstradycji (1997); Umowa o współpracy edukacyjnej i kulturalnej (1997); Traktat o współpracy w zakresie wzajemnej pomocy prawnej w sprawach karnych (1997) oraz Umowa o transporcie lotniczym (2006).

## Handel
W czerwcu 2000 roku Meksyk i Salwador, wraz z Gwatemalą i Hondurasem, podpisały umowę o wolnym handlu, która weszła w życie w 2001 roku. Od tego czasu do wspólnej umowy o wolnym handlu przystąpiły Kostaryka i Nikaragua. W 2024 roku łączna wartość wymiany handlowej między Meksykiem a Salwadorem wyniosła 1,4 mld USD. Główne towary eksportowane przez Salwador do Meksyku obejmują: odzież, przewody i kable elektryczne, artykuły gospodarstwa domowego, trzcinę cukrową, oleje naftowe i imitację biżuterii. Główne towary eksportowe Meksyku do Salwadoru obejmują: sprzęt elektryczny i maszyny, produkty spożywcze, owoce, nabiał, leki, chemikalia i pojazdy silnikowe.
W 2023 roku Meksyk był drugim co do wielkości zagranicznym inwestorem bezpośrednim w Salwadorze, inwestując w tym kraju 94 mln USD. W Salwadorze działa wiele meksykańskich korporacji międzynarodowych, m.in. América Móvil, Cemex, Grupo Bimbo, Gruma i Sigma Alimentos.

## Placówki dyplomatyczne
Meksyk posiada ambasadę w San Salvadorze. Salwador posiada ambasadę w mieście Meksyk, a także konsulaty generalne w Acayucanie, Ciudad Juárez, Guadalajarze, Monterrey, Oaxaca de Juárez, San Luis Potosí, Tapachuli, Tijuanie i Villahermosie.